# Franz Gleissner
Franz Johann Gleissner, född 4 april 1761 i Neustadt an der Waldnaab, död 18 september 1818 i München, var en tysk tonsättare och nottryckare.
Gleissner var verksam i Offenbach am Main, Wien och München. Han komponerade bland annat operor, symfonier, kammarmusik och mässor men blev mest känd genom att vara den förste, som tillämpade Alois Senefelders metod på musiktrycket. Det första litografiska nottrycket var ett häfte sånger av Gleissner 1798. I Offenbach upprättade han 1799 ett litografiskt nottryckeri för musikförläggaren Johann Anton André.